# 谢智
谢智（1987年3月7日—），中国男子游泳运动员，2010年亞洲運動會游泳比賽50米蛙泳金牌得主，成绩是27.80秒。